# Église Santa Maria della Vittoria (Naples)
L'église Santa Maria della Vittoria (Sainte-Marie-de-la-Victoire) est une église baroque de Naples située dans un des plus beaux endroits du bord de mer, piazza Vittoria. Elle date de 1572 pour célébrer la victoire de la bataille de Lépante (1571) de la Sainte-Ligue contre l'Empire ottoman. Elle conserve de nombreuses œuvres d'art. Elle dépend de l'archidiocèse de Naples.

## Histoire
L'église est modifiée par la fille de don Juan d'Autriche (le vainqueur de Lépante), Jeanne d'Autriche, princesse de Pietrapersia, et elle en donne l'usage aux théatins qui ouvrent une maison de convalescence. Ensuite sa seule fille survivante Marguerite Branciforte (1605-1659), princesse de Pietrapersia et épouse du prince Frédéric Colonna, duc de Tagliacozzo, la remanie en 1646, lui donnant son aspect actuel avec l'autorisation du pape Innocent X. Ce dernier venait d'introduire le nouveau titre de la Sainte Vierge dans ses litanies avec l'invocation de la Victoire.
D'autres retouches ont lieu à la suite du tremblement de terre de 1732. En 1735, la décoration de stucs est achevée par Andrea Tramontano. En 1824, la façade de l'église disparaît, tandis que l'ancien couvent est transformé en immeuble d'appartements privés.

## Description
L'église possède des colonnes corinthiennes de marbre précieux avec des piliers qui soutiennent la coupole.
L'église conserve un tableau de Massimo Stanzione représentant L'Annonciation et une toile d'un peintre inconnu du XVIIe siècle figurant La Vierge devant don Juan d'Autriche pendant la bataille de Lépante, commandée par Jeanne d'Autriche en 1628. 

## Illustrations

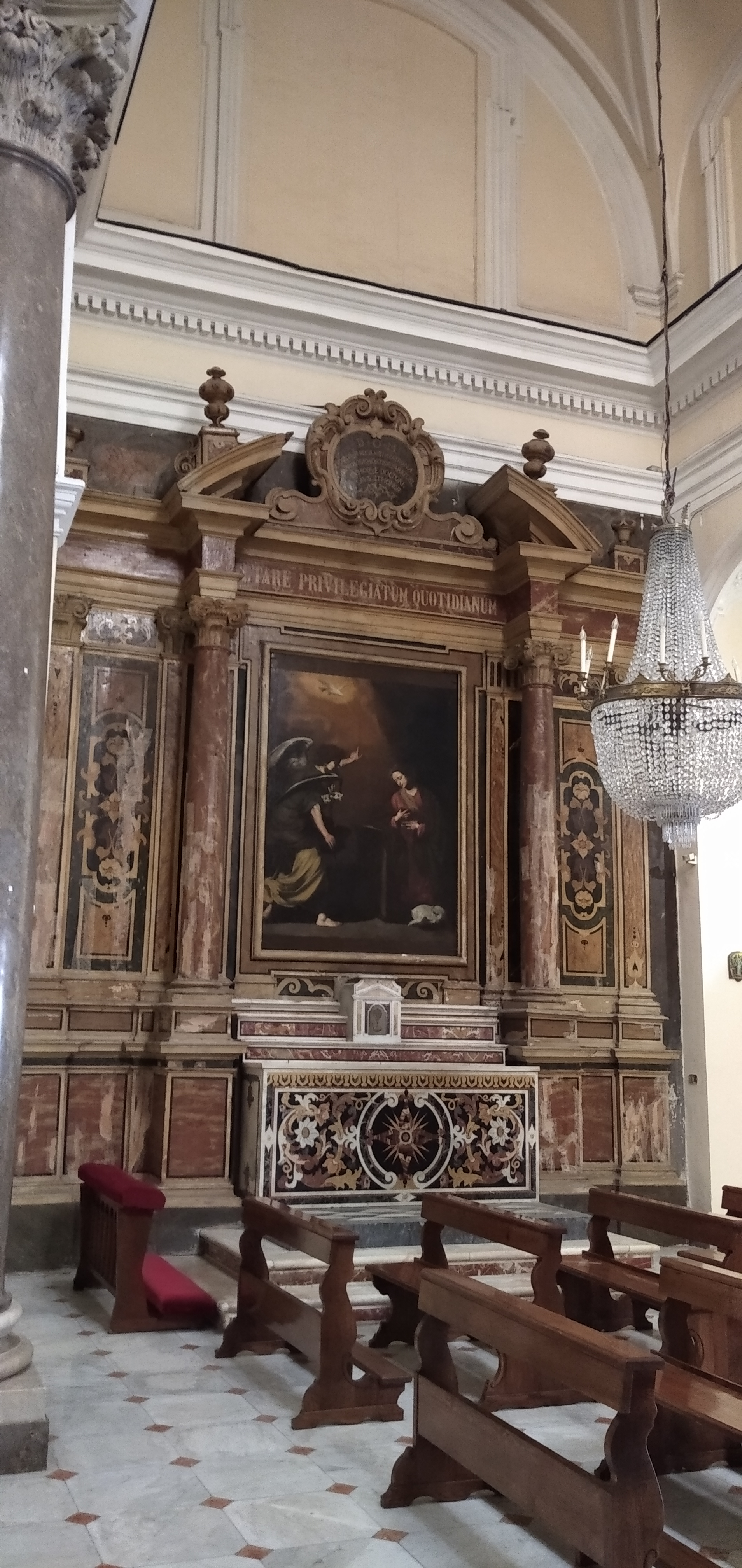
Chapelle de droite avec L'Annonciation de Stanzione
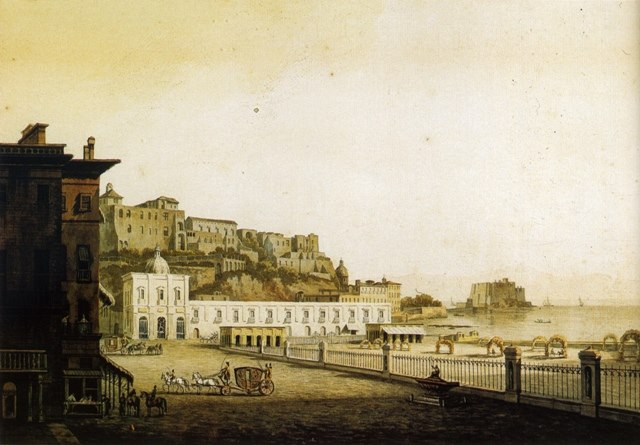
L'église avec la maison de convalescence des théatins au XVIIIe siècle
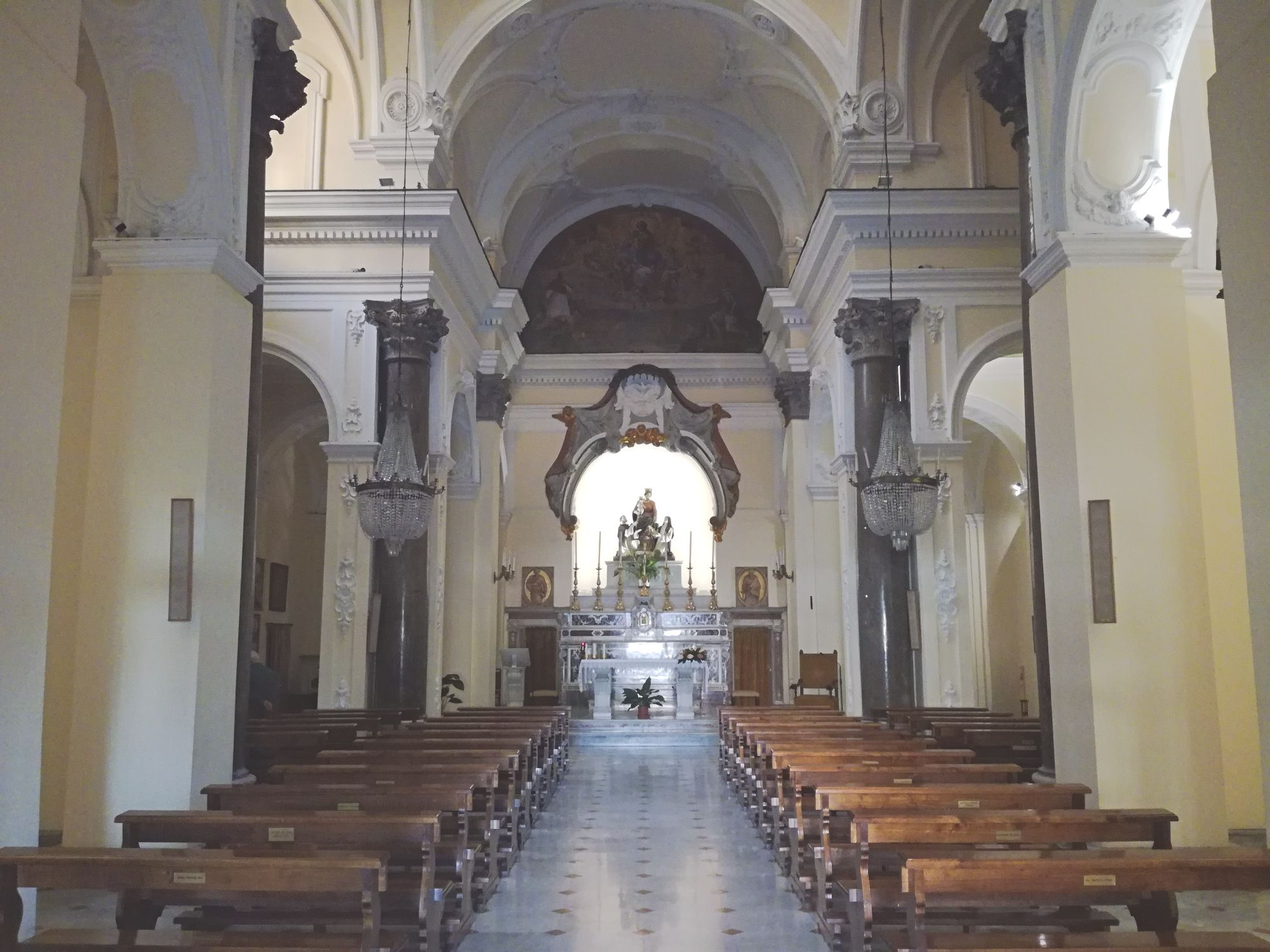
Chapelle de gauche